# Enrique López Pérez
Enrique López Pérez (ur. 3 czerwca 1991 w Madrycie) – hiszpański tenisista.

## Kariera tenisowa
W karierze zwyciężył w jednym singlowym i czterech deblowych turniejach rangi ATP Challenger Tour. Ponadto wygrał dwadzieścia pięć singlowych oraz dwadzieścia siedem deblowych turniejów rangi ITF.
W grudniu 2019 roku został okresowo zawieszony przez Tennis Integrity Unit za ustawianie meczów. Następnie otrzymał ośmioletni zakaz uprawiania profesjonalnego sportu.
W rankingu gry pojedynczej najwyżej był na 154. miejscu (16 lipca 2018), a w klasyfikacji gry podwójnej na 135. pozycji (15 kwietnia 2019).

### Zwycięstwa w turniejach ATP Challenger Tour

#### Gra pojedyncza
| Końcowy wynik | Nr | Data          | Turniej | Nawierzchnia | Przeciwnik          | Wynik finału |
| ------------- | -- | ------------- | ------- | ------------ | ------------------- | ------------ |
| Zwycięzca     | 1. | 10 marca 2019 | Zhuhai  | Twarda       | Jewgienij Karlowski | 6:1, 6:4     |

#### Gra podwójna
| Końcowy wynik | Nr | Data             | Turniej    | Nawierzchnia | Partner               | Przeciwnicy                        | Wynik finału |
| ------------- | -- | ---------------- | ---------- | ------------ | --------------------- | ---------------------------------- | ------------ |
| Zwycięzca     | 1. | 10 sierpnia 2014 | San Marino | Ceglana      | Radu Albot            | Franko Škugor Adrian Ungur         | 6:4, 6:1     |
| Zwycięzca     | 2. | 8 maja 2016      | Karszy     | Twarda       | Jeevan Nedunchezhiyan | Aleksandre Metreveli Dmitrij Popko | 6:1, 6:4     |
| Zwycięzca     | 3. | 3 czerwca 2018   | Vicenza    | Ceglana      | Ariel Behar           | Facundo Bagnis Fabricio Neis       | 6:2, 6:4     |
| Zwycięzca     | 4. | 2 sierpnia 2018  | Manacor    | Twarda       | Ariel Behar           | Daniel Evans Gerard Granollers     | walkower     |